# Dame (titel)
 For alternative betydninger, se Dame. (Se også artikler, som begynder med Dame)
Dame [udt. 'dæim'] er en britisk titel, der bruges af kvinder, der er riddere (storkors (Dame Grand Cross)) eller kommandører (Dame Commander) af Order of the Bath, Sankt Mikaels og Sankt Georgs orden, Royal Victorian Order eller Order of the British Empire. 
Titlen er lavadelig, og den bruges foran fornavnet. Dvs. ”Dame Helen” eller Dame Helen Mirren, men aldrig ”Dame Mirren”. Tilsvarende for Dame Shirley Bassey, Dame Vera Lynn, Dame Maggie Smith og Dame Agatha Christie. (I 1968 blev Agatha Christies anden mand Sir Max Edgar Lucien Mallowan ridder af det britiske imperium, herefter hun kunne kalde sig Lady Mallowan).
Kvinder, der er riddere af den engelske hosebåndsorden eller den skotske Tidsel-orden bruger titlen Lady foran deres fornavn. 
I 2010 var Lady Marion Fraser den eneste ikke-kongelige kvinde, der var medlem af Tidsel-ordenen, mens tidligere premierminister Margaret Thatcher og Mary Spencer-Churchill Soames (yngste datter af premierminister Winston Churchill) var ikke-kongelige medlemmer af Hosebåndsordenen. 